# Teatr San Carlo
Teatr San Carlo (wł. Teatro di San Carlo) – najstarszy gmach operowy Włoch, otwarty 4 listopada 1737 roku Znajduje się w Neapolu, obok Piazza del Plebiscito.

## Historia

### Budowa gmachu operowego
3 kwietnia 1737 roku król Karol III Burbon zleca wybudowanie wielkiego teatru operowego w Neapolu architektowi Giovanniemu Antonio Medrano, hiszpańskiemu pułkownikowi brygadierowi stacjonującemu w Neapolu oraz Angelo Carasale, ówczesnemu dyrektorowi Teatru San Bartolomeo, aby zastąpić Teatr San Bartolomeo, znacznie mniejszy i umieścić w mieście symbol swojej władzy królewskiej. Został on ukończony w około siedem miesięcy przy koszcie 75 tysięcy dukatów. Projekt Medrano przewidywał salę o długości 28,6 metra i szerokości 22,5 metra, z 184 lożami, w tym lożami na proscenium, rozmieszczonymi w sześciu rzędach oraz lożą królewską zdolną pomieścić dziesięć osób, co dawało łącznie 1379 miejsc. Wnętrze było utrzymane w kolorze ciepłego złota, a nad portalem widniał herb królewski.

### Inauguracja
Działalność Teatru San Carlo rozpoczęła się 4 listopada 1737 roku premierą opery Achille in Sciro (Achilles na Skyros) Pietra Metastasia, z muzyką Domenico Sarro i „dwoma baletami w przerwie” stworzonymi przez Francesco Aquilante; scenografia była autorstwa Pietra Righini. Achillesa zagrała kobieta, Vittoria Tesi, towarzyszyła jej pierwsza sopranistka Anna Peruzzi oraz tenor Angelo Amorevoli.

### Początki działalności
W ciągu pierwszych czterech lat działalności, Angelo Casarale był zarządcą i impresario Teatru na służbie króla, dostosowującym się do jego gustów, które były szczególnie ukierunkowane na taniec.
Najczęściej wystawiani w pierwszych latach autorzy to: Leonardo Leo, Niccolò Porpora, Leonardo Vinci oraz Domenico Sarro. Wśród nich byli także: Johann Adolf Hasse, Gaetano Latilla, Niccolò Jommelli, Baldassarre Galuppi, Niccolò Piccinni, Antonio Sacchini, Tommaso Traetta, Giacomo Tritto. Wśród śpiewaków znajdują się nazwiska takie jak Vittoria Tesi, obecna w San Carlo od jego inauguracji, Angelo Amorevoli, Anna Lucia de Amicis, Celeste Coltellini; a także osiemnastowieczni kastraci, przede wszystkim Carlo Broschi, znany jako Farinelli. Neapol mianuje ulubieńcem publiczności w San Carlo Gaetano Majorano, obok Gizziella (Gioacchino Conti) i Giambattista Vellutiego.
XVIII wiek przyniósł również pojawienie się w Teatrze San Carlo Christopha Willibalda Glucka (zaproszonego, aby zaprezentował swoją La Clemenza di Tito) oraz Johanna Christiana Bacha, który w latach 1761–1762 skomponował dwa tytuły: Catone i Alessandro.

### Druga połowa XVIII w.
Domenico Cimarosa i Giovanni Paisiello, mistrzowie szkoły neapolitańskiej, pełnili funkcję „nadzorowania Orkiestry San Carlo”. W 1787 roku przeprowadzili w Teatrze San Carlo gruntowną reformę; w tym samym roku, na zlecenie Ferdynanda IV, Paisiello napisał Hymn Narodowy Królestwa Obojga Sycylii. W roku 1799 powstała istniejąca krótko Republika Partenopejska. Od stycznia tego roku na scenie grano Nicaboro in Jucatan Giacomo Tritto. Kilka miesięcy później wolnościowy epizod zostanie zduszony siłą, a Burbonowie powrócą na tron. Mimo to ówczesne działania włoskich intelektualistów (m.in. Eleonora Pimentel Fonseca, Luisa Sanfelice, Domenico Cirillo, Francesco Caracciolo, Melchiorre Delfico) stanowią ważny składnik kulturotwórczy świadomości narodowej Włoch.

### XIX w.
Wraz z objęciem tronu przez Joachima Murata w 1808 roku zmienił się zarządca Teatru – od lipca 1809 roku został nim Domenico Barbaja, nazywany księciem impresariów.
Od początku XIX w. w Teatrze San Carlo wystawiano kompozytorów takich, jak Rossini i Donizetti, a sztuka stała się bardziej dostępna dla ludu.
4 października 1815 roku 23-letni kompozytor Gioacchino Rossini napisał swoją pierwszą operę w San Carlo, Elisabetta Regina d’Inghilterra (w obsadzie m.in. Isabella Colbran, Andrea Nozzari, Manuel García). Później napisał takie opery, jak: Armida, Mosè in Egitto, Ricciardo e Zoraide, Ermione, La Gazza Ladra i Zelmira.
Kompozytor z Bergamo, Gaetano Donizetti, napisał dla San Carlo 17 oper; wśród nich znajdują się Maria Stuarda, Roberto Devereux i Lucia di Lammermoor, której premiera odbyła się w Teatrze San Carlo 26 września 1835 roku.

### Pożar i odbudowa Teatru
W nocy z 13 na 14 lutego 1816 roku pożar zniszczył budynek Teatru San Carlo; odbudowano go 12 stycznia 1817 roku – wtedy też miała miejsce ponowna inauguracja.
Wieczorem podczas wielkiego otwarcia wystawiono Il sogno di Partenope Giovanni Simone Mayra, a następnie odbył się balet stworzony przez Salvatore Viganò, z tancerkami takimi, jak Fanny Elssler, Maria Taglioni oraz Fanny Cerrito, jedna z pierwszych kobiet-choreografek, której baletki są obecnie przechowywane w Muzeum Opery w Paryżu.

## Architektura
Początkowy projekt Giovanniego Medrano z 1737 roku przewidywał salę o długości 28,6 metra i szerokości 22,5 metra, z 184 lożami, w tym lożami na proscenium, rozmieszczonymi w sześciu rzędach oraz lożą królewską zdolną pomieścić dziesięć osób, co dawało łącznie 1379 miejsc. Wnętrze było utrzymane w kolorze ciepłego złota, a nad portalem widniał herb królewski.
Przebudowa Teatru była zaplanowana przez neoklasycystycznego architekta z Neapolu Antonio Niccoliniego (1772-1850). Kilkakrotnie ingerował w strukturę budynku, który stopniowo nabierał dzisiejszego kształtu. Pierwsza faza metamorfozy dotyczyła fasady, przekształconej za pomocą elementów neoklasycystycznych oraz nawiązujących do starożytnej Grecji dekoracji, a także dodania foyer, przestrzeni rekreacyjnych i gastronomicznych. Prace, rozpoczęte w grudniu 1809 roku, zakończyły się dwa lata później. Portyk z przejazdem, wsparty na filarach, inspirowany był modelem zaproponowanym przez Giuseppe Piermariniego w La Scali (1776-78), zmodyfikowany jednak poprzez dodanie loggii jońskiej na drugim poziomie fasady, odpowiadającej przestrzeni foyer. Dzięki Niccoliniemu Teatr nabiera cech świątyni, powoli stając się symbolem miasta.
W nocy z 13 lutego 1816 roku pożar zniszczył budynek Teatru San Carlo. Nienaruszone pozostały jedynie ściany zewnętrzne i dobudowana część. Odbudowa, ukończona w ciągu dziewięciu miesięcy, również była prowadzona przez Antonio Niccoliniego, który w dużej mierze odtworzył salę z 1812 roku. Toskański architekt zachował układ w kształcie podkowy oraz konfigurację sceny, chociaż została ona poszerzona i ozdobiona wewnętrznym reliefem, który zachował się do dziś. W centrum sufitu umieszczono płótno z Apollinem przedstawiającym Minerwie największych poetów świata, namalowane przez Antoniego, Giuseppe i Giovanniego Cammarano, nawiązujące do wcześniejszych wersji. Kurtyna dopełnia stałe wyposażenie sali: wielokrotnie przemalowywana przez Giuseppe Cammarano, została w 1854 roku zastąpiona przez obecny egzemplarz, wykonany przez Giuseppe Mancinelliego i Salvatore Fergolę, przedstawiający osiemdziesięciu poetów i muzyków. Dobudowano boczną fasadę, zrealizowaną według projektu Francesco Gavaudana i Pietro Gesuè w latach 1838–1842. Jako „Architekt Dekorator Królewskich Teatrów”, Niccolini kierował także kolejnymi pracami konserwacyjnymi i restauracyjnymi, m.in. modernizacją zrealizowaną w 1844 roku.
Obecne foyer, zbudowane we wschodniej części ogrodu Pałacu Królewskiego, zostało zrealizowane w 1937 roku według projektu Michele Platania. Zniszczone podczas bombardowania w 1943 roku, zostało odbudowane tuż po wojnie.